# Hexagonalt schack

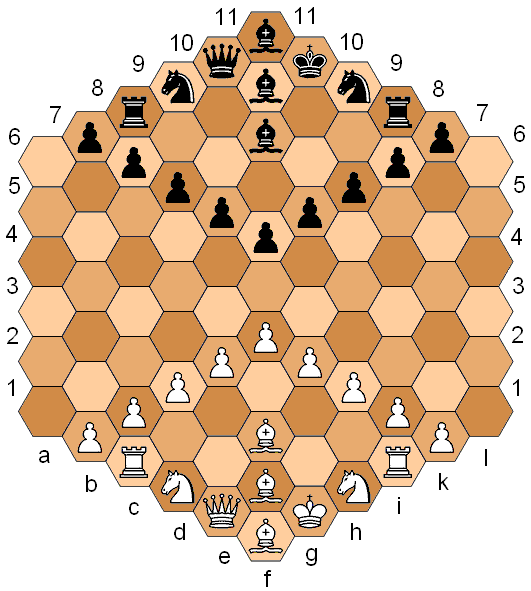
Hexagonalt schack. Pjäsuppställning vid partiets början.

Hexagonalt schack, även känt som polskt schack, är en form av schack som spelas på ett sexkantigt bräde. Varianten uppfanns år 1936 av Wladislaw Glinski. Spelreglerna liknar vanligt schack men det finns fler spelmöjligheter.
Pjäsuppställning som respektive sida börjar med:
- 9 bönder
- 2 springare
- 3 (olikfärgade) löpare
- 2 torn
- 1 dam
- 1 kung

## Pjäsernas rörelse
|  |  |  |
|  |  |  |